# Winkelhäuser
Die Winkelhäuser sind eine historische Ortslage von Rodewisch in Sachsen.

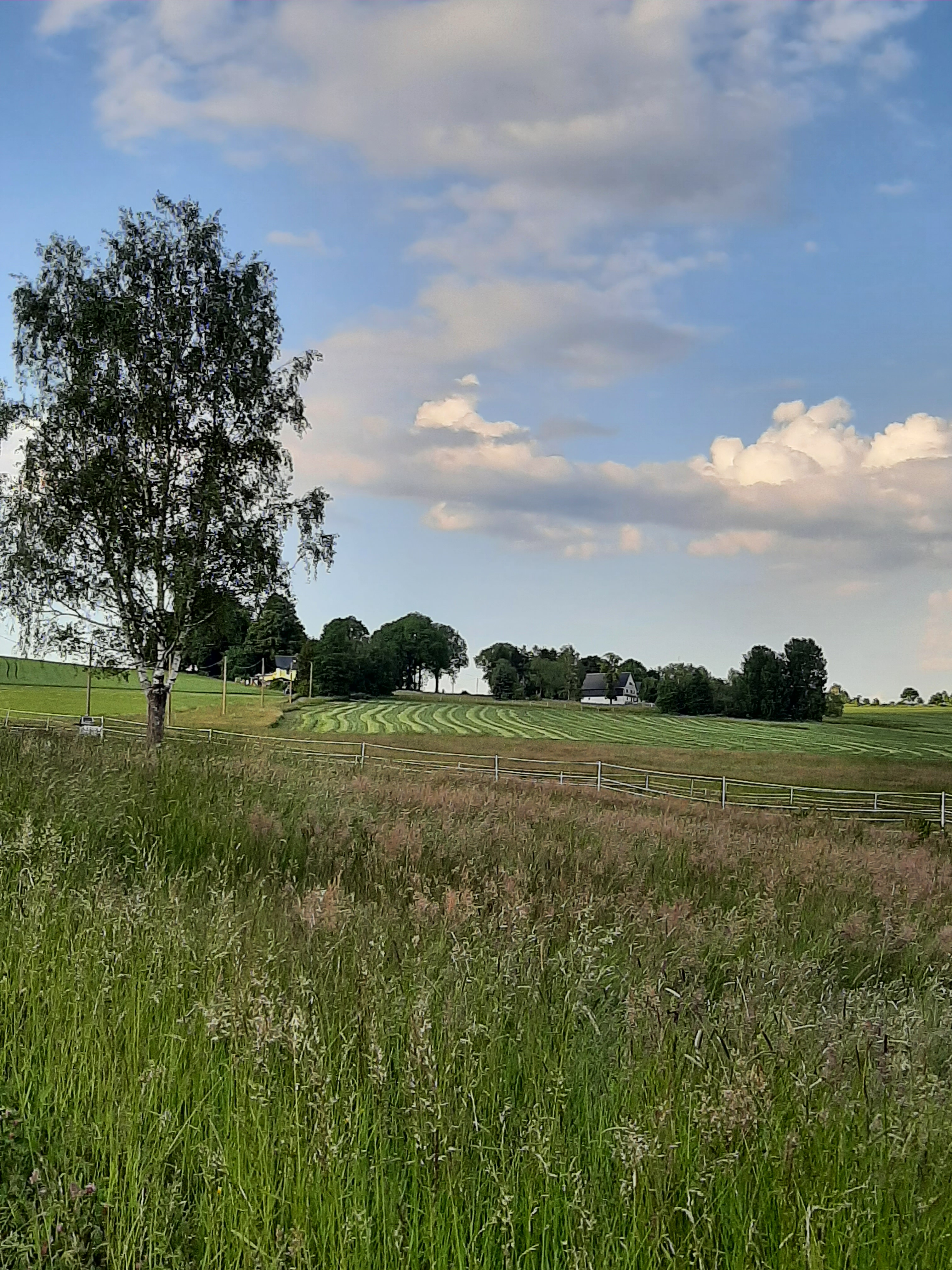
Winkelhäuser

## Lage
Die Winkelhäuser liegen nordwestlich des Rodewischer Stadtzentrums in Richtung Lengenfeld. Die Siedlung befindet sich zwischen der Lengenfelder Straße (B 94) und der KAP-Straße auf der Rodewisch zugewandten Seite des Höhenrückens zwischen Göltzsch und Plohnbach. 
Bei der Häusergruppe handelt es sich um eine geschlossene Häusergruppe aus vier Häusern bzw. Gütern, die aufgrund ihrer Lage relativ isoliert vom restlichen Stadtgebiet liegen. Die Siedlung ist nur über Feldwege, nicht über asphaltierte oder sonstige befestigte Straßen erreichbar. 

## Geschichte
Der Name der Häusergruppe rührt von einem mittlerweile abgerissenem bäuerlichen Anwesen mit dem Namen „Winkelmann“ her. Heute ist nur noch ein bäuerliches Anwesen existent. Durch die Nähe zur Kohlenstraße war die früher erheblich größere Häusergruppe vormals von größerer Bedeutung als heute. Für 1880 sind 2 Güter mit 18 (oder 10) Bewohnern belegt.
Die auf früheren Karten zu findende Bezeichnung Coburg könnte durch die relative Nähe zur Ludwigsburg entstanden sein. 
Mundartlich wird die Siedlung als Winkelhaiser bezeichnet.